# Complejo Hospitalario Universitario de Pontevedra
El Complejo Hospitalario Universitario de Pontevedra, conocido por el acrónimo CHUP es una institución de salud pública establecida en 2012, dependiente del Servicio Gallego de Salud (SERGAS). Ofrece servicios sanitarios a la población de la ciudad española de Pontevedra y también a la de los municipios de su área de influencia.
El hospital de mayor nivel asistencial, el Hospital Montecelo, fue inaugurado en 1973 y será sustituido por el nuevo hospital denominado Gran Montecelo cuya construcción se inició el 3 de mayo de 2021 y cuya finalización está prevista para 2024.
Además de la asistencia sanitaria, del CHUP depende la formación sanitaria de médicos internos residentes y de estudiantes del último año de Medicina de la Universidad de Santiago de Compostela y la formación sanitaria de la Facultad de Fisioterapia y de la Escuela Universitaria de Enfermería del Campus Universitario de Pontevedra.

## Ubicación
El Hospital Montecelo está situado a las afueras de la ciudad, en la parroquia civil de Mourente. El Hospital Provincial de Pontevedra se encuentra en pleno centro de la ciudad, en la calle Doctor Loureiro Crespo, 2.

## Historia
En 1439, Pontevedra contaba con tres hospitales: el Hospital de Santiaguiño del Burgo, para peregrinos pobres, el Hospital Virgen del Camino para leprosos y, en A Moureira, el Hospital de los Gafos, situado en la desembocadura del río Gafos. A mediados de ese año, en 1439, Doña Teresa Pérez Fiota, hizo testamento para fundar un hospital para asistir a los pobres, que se llamaría Hospital del Cuerpo de Dios, que, con el tiempo, sería conocido como Hospital del Corpus Christi y, más tarde, en 1579, como Hospital de San Juan de Dios, que sería demolido en 1896 para construir en otra parte de la ciudad un nuevo hospital, el Hospital Provincial de Pontevedra.
El primer gran hospital de la ciudad fue el Hospital Provincial de Pontevedra. La decisión de crear este hospital fue tomada por el ayuntamiento en 1890. En 1897 se aceptaron los primeros pacientes. En 1928 fue transferido a la Diputación Provincial de Pontevedra. En el hospital se realizaban operaciones preferentemente quirúrgicas, avanzadas para su época. Los médicos del hospital tuvieron gran importancia en la vida de la ciudad. En 1936, el hospital fue utilizado principalmente como hospital de guerra.
El segundo y mayor hospital de la ciudad es el Hospital Montecelo, creado en 1973. Fue inaugurado en mayo de 1974 por el entonces ministro de Sanidad, Licinio de la Fuente.
El Servicio Gallego de Salud de la Consejería de Sanidad de la Junta de Galicia decidió integrar estos dos hospitales en un complejo hospitalario denominado Complejo Hospitalario de Pontevedra (CHOP) en 1998, mediante el decreto 229/1998, de 24 de julio.
El CHOP (Complejo Hospitalario de Pontevedra) fue declarado Complejo Hospitalario Universitario de Pontevedra (CHUP) en noviembre de 2012. La declaración como Complejo Hospitalario Universitario permitió a los hospitales pontevedreses impartir cursos del grado de Medicina de la Universidad de Santiago de Compostela y de otros grados de ciencias de la salud como Enfermería o Fisioterapia, presentes en el Campus de Pontevedra.
La Junta de Galicia ha puesto en marcha en 2020 la construcción de un nuevo hospital para la ciudad de Pontevedra y su área metropolitana en con más especialidades que el actual, incluyendo radioterapia, medicina nuclear y cuidados intensivos neonatales y pediátricos, y con una capacidad de 724 camas. El nuevo complejo hospitalario, de 10 plantas, se ha denominado Gran Montecelo.

## Estructura

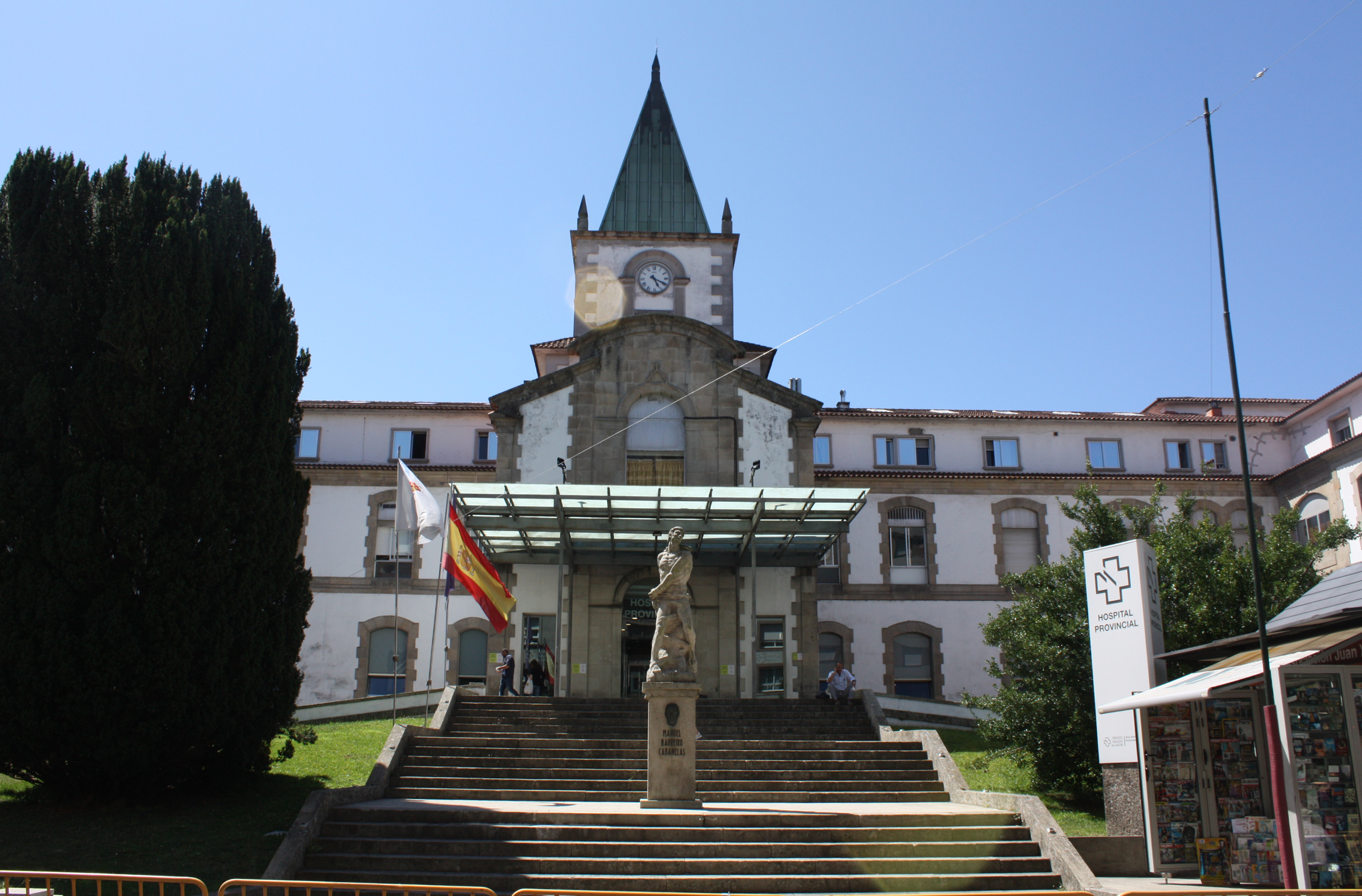
Entrada del Hospital Provincial de Pontevedra.

El Complejo Hospitalario Universitario de Pontevedra está compuesto por tres hospitales y un centro de especialidades:
- Hospital Montecelo.
- Hospital Provincial de Pontevedra.
- Hospital comarcal del Salnés (perteneciente al área sanitaria de Pontevedra).
- Centro de especialidades Casa del Mar de Pontevedra (en el barrio de Mollavao).

El Hospital Montecelo cuenta con 600 camas en la actualidad y pasará a más de 720 con la inauguración del Gran Montecelo. El Hospital del Salnés tiene 120 camas.

## Población atendida
El CHUP de Pontevedra atiende a una población de más de 300.000 habitantes repartidos en 26 municipios pontevedreses. Ofrece atención sanitaria pública a la población del centro y del norte de la provincia de Pontevedra. El área sanitaria de Pontevedra y El Salnés comprende, además de la capital provincial, Pontevedra, los municipios siguientes: Barro, Bueu, Caldas de Reyes, Campo Lameiro, Cerdedo-Cotobade, Cuntis, Forcarey, El Grove, La Lama, Marín, Meaño, Meis, Moraña, Poyo, Puente Caldelas, Portas, Sangenjo, Sotomayor y Vilaboa. Es también el complejo hospitalario de referencia para pacientes del hospital comarcal del Salnés, que está incluido en el área sanitaria de Pontevedra y El Salnés. Incluye los municipios siguientes: Cambados, Catoira, Isla de Arosa, Ribadumia, Villagarcía de Arosa y Villanueva de Arosa.
| Área sanitaria de Pontevedra                                                                           | Área sanitaria de Pontevedra                      | Área sanitaria de Pontevedra | Subárea del Salnés                                                                |
| --- | ------------------------------------------------- | ---------------------------- | --------------------------------------------------------------------------------- |
| Barro Bueu Caldas de Reyes Campo Lameiro Cerdedo-Cotobade Cuntis Forcarey El Grove La Lama Marín Meaño | Meis Moraña Pontevedra Poyo Puentecaldelas Portas | Sangenjo Sotomayor Vilaboa   | Cambados Catoira Isla de Arosa Ribadumia Villagarcía de Arosa Villanueva de Arosa |

El Complejo Hospitalario Universitario de Pontevedra tiene un personal de 2.608 trabajadores. Hasta 1996 la comarca del Deza también dependió del área sanitaria de Pontevedra y hasta 2002 el municipio de La Estrada de la comarca de Tabeirós-Tierra de Montes.